# Kniaża Krynycia (rejon tulczyński)
Kniaża Krynycia (ukr. Княжа Криниця) – wieś na Ukrainie, w obwodzie winnickim, w rejonie tulczyńskim.
We wsi znajdował się piętrowy dwór z gankiem.